# Фишлс, Рейзл
Рейзл Фишлс (Ройзл Фишлс, Рейзл бас Иосиф Фишлс из Кракова) жила в XVI веке в Кракове. Она обучала женщин и девушек и занималась издательской деятельностью, унаследовав типографию после смерти отца Иосифа Халеви. Дедом Рейзл по отцовской линии был рабби Иегуда Халеви, более пятидесяти лет заведовавший ешивой в Людомире (идиш לודמיר‎ — идишское название города Владимир-Волынский). Рейзл была замужем и овдовела до 1586 года.
Будучи в немецком городе Ганновере она обнаружила там переложение псалмов на идиш, выполненное раввином Мойше Штендалем (Стендалем). Рейзл переписала эту рукопись и в 1586 году напечатала её в своей типографии. По утверждению Йоэля Матвеева это переложение было создано «в размере популярного тогда еврейского эпоса „Шмуэл-бух“, основанного на библейской Книге Самуила, написанного не позже XV века и впервые изданного в 1544 году в Аугсбурге». Издание предварялось предисловием — автобиографическим стихотворением самой Рейзл.. Стихотворение, написано с использованием частично польского, частично — старинного немецкого диалектов идиша. Оно даёт представление о биографии Рейзл, а анализ текста позволяет утверждать, что она владела древнееврейским и хорошо знала Библию.